# Romulo Maiorana
Romulo Elégio Dario Severo Maiorana Chiapetta (Recife, 20 de outubro de 1922 — São Paulo, 23 de abril de 1986) foi um empresário e jornalista brasileiro.

## Biografia
Filho de italianos, Francisco e Angelina, nasceu no Recife no dia 20 de outubro de 1922. Chegou em Belém em 1953, acompanhado pelo amigo Nelsinho Valença.
Os dois tinham uma empresa, a Duplex Publicidade, e trouxeram uma novidade: placas indicativas para as paradas de ônibus.
Quando o jornal onde trabalhava foi vendido para o engenheiro Ocyr Proença, em 1964, Romulo foi transferido para o jornal Folha do Norte, onde passou a escrever a coluna “RM Informa” e a página semanal “Sempre aos Domingos”.
No mesmo ano Romulo comprou O Liberal, que à época chegava aos leitores com apenas 500 exemplares impressos numa rotoplana. Em apenas 10 anos, o jornal se transformou no impresso de maior circulação da Amazônia.
Em 1971, introduziu no mercado paraense o off-set. Nessa época, já havia a concessão da Rádio Liberal AM.
Em 1976 o grupo inaugurou a TV Liberal, canal 7, a primeira em todo o Norte e Nordeste a transmitir a programação da TV Globo em cores.
Romulo Maiorana faleceu aos 63 anos, em 23 de abril de 1986 e deixou um conglomerado de 10 empresas que fazem parte das Organizações que levam o seu nome.
Em 19 de novembro de 2010, a Avenida 25 de Setembro, no bairro do Marco em Belém foi rebatizada com o nome de Romulo Maiorana.

## Vida Pessoal
Foi casado com Lucidéa Batista Maiorana, com quem teve sete filhos.
Com a morte de Paulo Maranhão, foi empossado do arquivo da Folha do Norte, desde a edição nº1 de 1896, cujos cadernos enviou a uma fábrica de papelão. Volumes que sobraram, recuperados por Lúcio Flávio Pinto, entraram para a biblioteca de Paulo Maranhão Filho. Após a morte deste, fez uma cessão por escrito para Haroldo Maranhão.